# سکسپلورر
سکسپلورر یا جستجوگر سکس (انگلیسی: The Sexplorer) یک فیلم کمدی سکسی بریتانیایی است که در سال ۱۹۷۵ منتشر شد. از بازیگران آن می‌توان به مارک جونز اشاره کرد.

## داستان
یک کاوشگر اهل سیاره زهره که به شکل یک زن انسان درآمده، برای بررسی رفتارها و رسوم زمینی‌ها به زمین سفر می‌کند. او در یک سونای واقع در محله سوهوی لندن فرود می‌آید و از طریق کتاب‌فروشی‌های آنجا درمی‌یابد که انسان‌ها به دو جنس زن و مرد تقسیم می‌شوند. او برای تحقیق بیشتر به سینمای مخصوص بزرگسالان، فروشگاه‌های جنسی و آتلیه عکاسی سر می‌زند. در این مسیر با مرد جوانی آشنا می‌شود و عاشقش می‌گردد. تجربه عشق و رابطه جنسی با او چنان برایش لذت‌بخش است که تصمیم می‌گیرد به سیاره‌اش بازنگردد.